# Триггер Шмитта на цифровых логических элементах

Триггер Шмитта на логических элементах «НЕ»

Простейшая реализация триггера Шмитта на двух цифровых логических элементах «НЕ» работающих как два последовательно включённых аналоговых инвертирующих усилителей приведена на рисунке.
Имеет неинвертирующий {\displaystyle D} и инвертирующий {\displaystyle {\overline {D}}} цифровые выходы.
Триггер работает следующим образом. Вначале пусть выход триггера D находится в состоянии «0», то есть на выходе низкий потенциал относительно «земли», предполагаем, что логика положительна и состоянию «1» соответствует высокий потенциал и напряжение входа вначале нулевое. При повышении входного напряжения его потенциал станет равным порогу переключения логического элемента, который здесь работает как одновходовый компаратор напряжения, при этом выходное напряжение первого по схеме логического элемента начнёт уменьшаться до порога переключения второго по схеме логического элемента. Это вызовет увеличение его выходного напряжения, что по цепи положительной обратной связи вызовет ещё большее увеличение потенциала входа первого логического элемента. В результате в схеме развивается лавинообразный регенеративный процесс завершающийся переходом выхода первого логического элемента в состояние логического «0», а второго — в состояние логической «1». Такое изменение состояния изменит потенциал входа первого элемента — то есть теперь порог переключения станет ниже исходного. Чтобы теперь перевести триггер в состояние логического нуля входное напряжение нужно снизить ниже нижнего порога. Переключение в состояние «0» аналогично описанному.
Для вычисления порогов приведённой схемы предположим, что выходное напряжения элемента «НЕ» в его состоянии логической «1» равно {\displaystyle E_{o1}}, а в состоянии логического «0» {\displaystyle E_{o0}}. Также пусть порог переключения логического элемента по входу равен {\displaystyle E_{s}}. Входной ток логического элемента равен 0, что с хорошей точностью выполняется для логических элементов КМОП-серий.
В состоянии выхода логический «0» или «1» потенциал входа {\displaystyle E_{i}} первого логического элемента находится как потенциал, снимаемый со средней точки резистивного делителя {\displaystyle R_{i},\ R_{f}} в котором {\displaystyle R_{i}} подключён к {\displaystyle U_{i}}, а {\displaystyle R_{f}} — к {\displaystyle E_{o0}} или к {\displaystyle E_{o1}} в зависимости от состояния триггера:
{\displaystyle E_{i0}=E_{o0}+(U_{i}-E_{o0}){\frac {R_{f}}{R_{i}+R_{f}}}} при состоянии выхода триггера логический «0» и
{\displaystyle E_{i1}=E_{o1}+(U_{i}-E_{o1}){\frac {R_{f}}{R_{i}+R_{f}}}} при состоянии выхода триггера логическая «1».
Переключение триггера происходит при равенстве потенциала входа первого логического элемента его порогу переключения {\displaystyle E_{s}}, то есть при {\displaystyle E_{i}=E_{s}}. Значения порогов находятся из решения этих уравнений относительно {\displaystyle U_{i0}} (верхний порог) и {\displaystyle U_{i1}} (нижний порог):
{\displaystyle E_{s}=E_{o0}+(U_{i0}-E_{o0}){\frac {R_{f}}{R_{i}+R_{f}}},}
{\displaystyle E_{s}=E_{o1}+(U_{i1}-E_{o1}){\frac {R_{f}}{R_{i}+R_{f}}}.}
Решения этих уравнений относительно {\displaystyle U_{i0}} и {\displaystyle U_{i1}}:
{\displaystyle U_{i0}=E_{o0}+(E_{s}-E_{o0}){\frac {R_{i}+R_{f}}{R_{f}}},}
{\displaystyle U_{i1}=E_{o1}+(E_{s}-E_{o1}){\frac {R_{i}+R_{f}}{R_{f}}}.}
Разность порогов, или ширина петли гистерезиса:
{\displaystyle U_{i0}-U_{i1}=(E_{o1}-E_{o0}){\frac {R_{i}}{R_{f}}}.}
Пример.
Современные логические элементы КМОП-серий питают обычно от источника +5 В, а порог переключения элементов приблизительно равен половине напряжения питания — около 2,5 В. Для КПОП-логики {\displaystyle E_{o0}\simeq 0\ V;\ E_{o1}\simeq 5\ V} При равенстве {\displaystyle {R_{i}}={R_{f}}} верхний порог {\displaystyle U_{i0}\simeq 5\ V} а нижний {\displaystyle U_{i1}\simeq 0\ V}.
Время развития регенеративного процесса при переключении триггера ограничивается в основном временем перезаряда входной ёмкости {\displaystyle C_{i}} первого элемента через резистивный делитель обратной связи и приближённо равно {\displaystyle \tau =r_{e}\cdot C_{i}}, где {\displaystyle r_{e}} — импеданс резистивного делителя, {\displaystyle r_{e}=R_{i}R_{f}/(R_{i}+R_{f})}.
Скорость нарастания выходного сигнала или длительность фронта импульса не зависит от скорости нарастания входного сигнала и для данной технической реализации является величиной постоянной и зависит от быстродействия логических вентилей.
Использование цифрового логического элемента в качестве аналогового компаратора ухудшает точность, стабильность и воспроизводимость порогов переключения, так как собственный порог переключения логических элементов подвержен дрейфу от температуры и дрейфу от нестабильности источника питания.